# Jean Calas

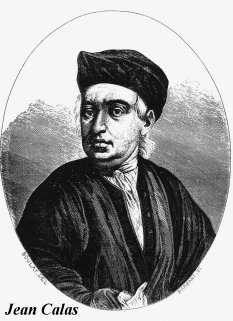
Jean Calas

Jean Calas (* 19. März 1698 in Lacabarède, Département Tarn; † 10. März 1762 in Toulouse) war ein französischer Protestant, der Opfer eines Justizmordes wurde. Er war beschuldigt worden, seinen ältesten Sohn, der sich im Haus der Familie erhängt hatte, erwürgt zu haben, um ihn am Übertritt zum Katholizismus zu hindern. Die „Affäre Calas“ wurde in ganz Europa bekannt dank Voltaire, der sich publizistisch, unter anderem mit der Schrift Traité sur la tolérance (1763), für seine postume Rehabilitierung einsetzte.

## Leben

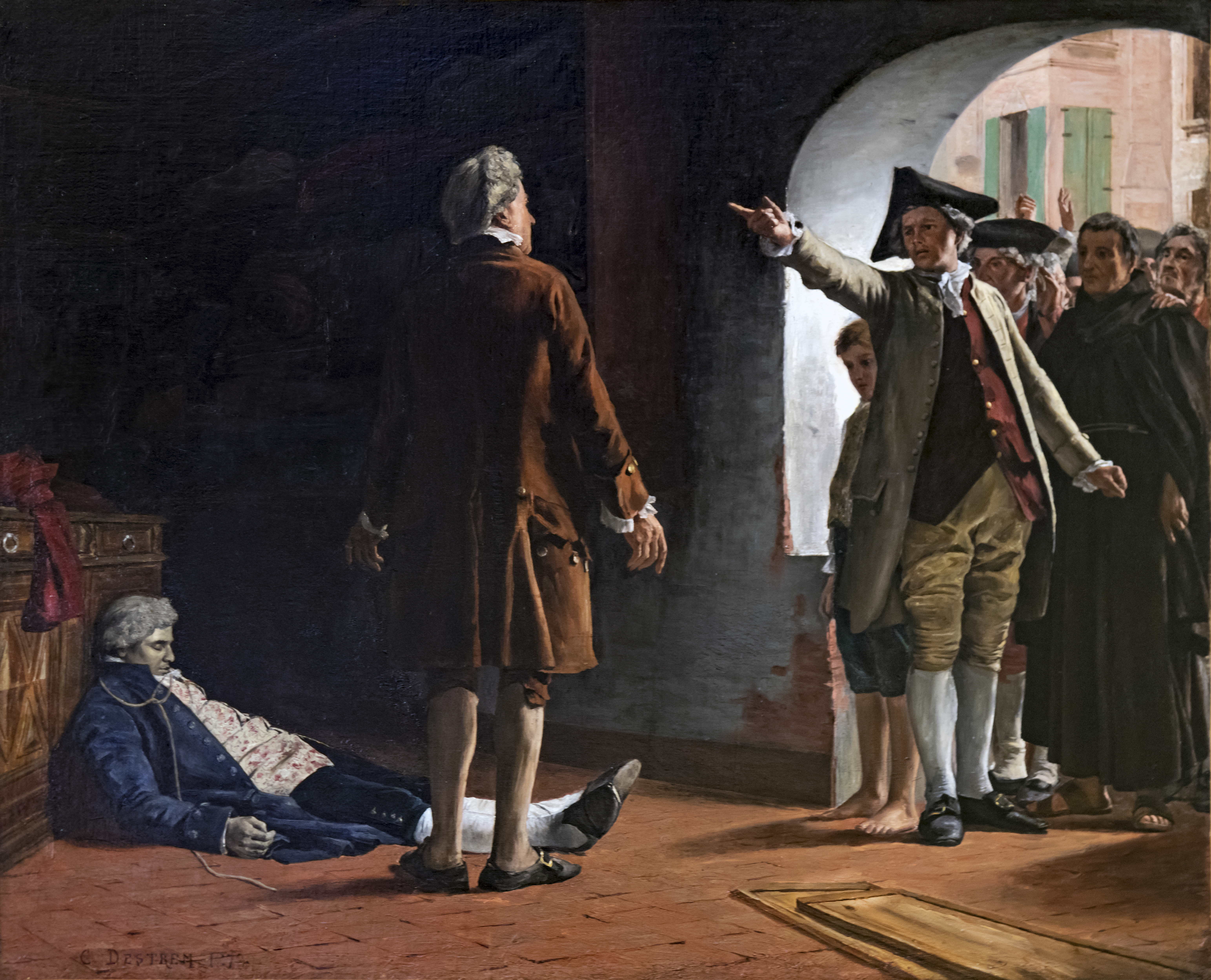
Calas’ Festnahme

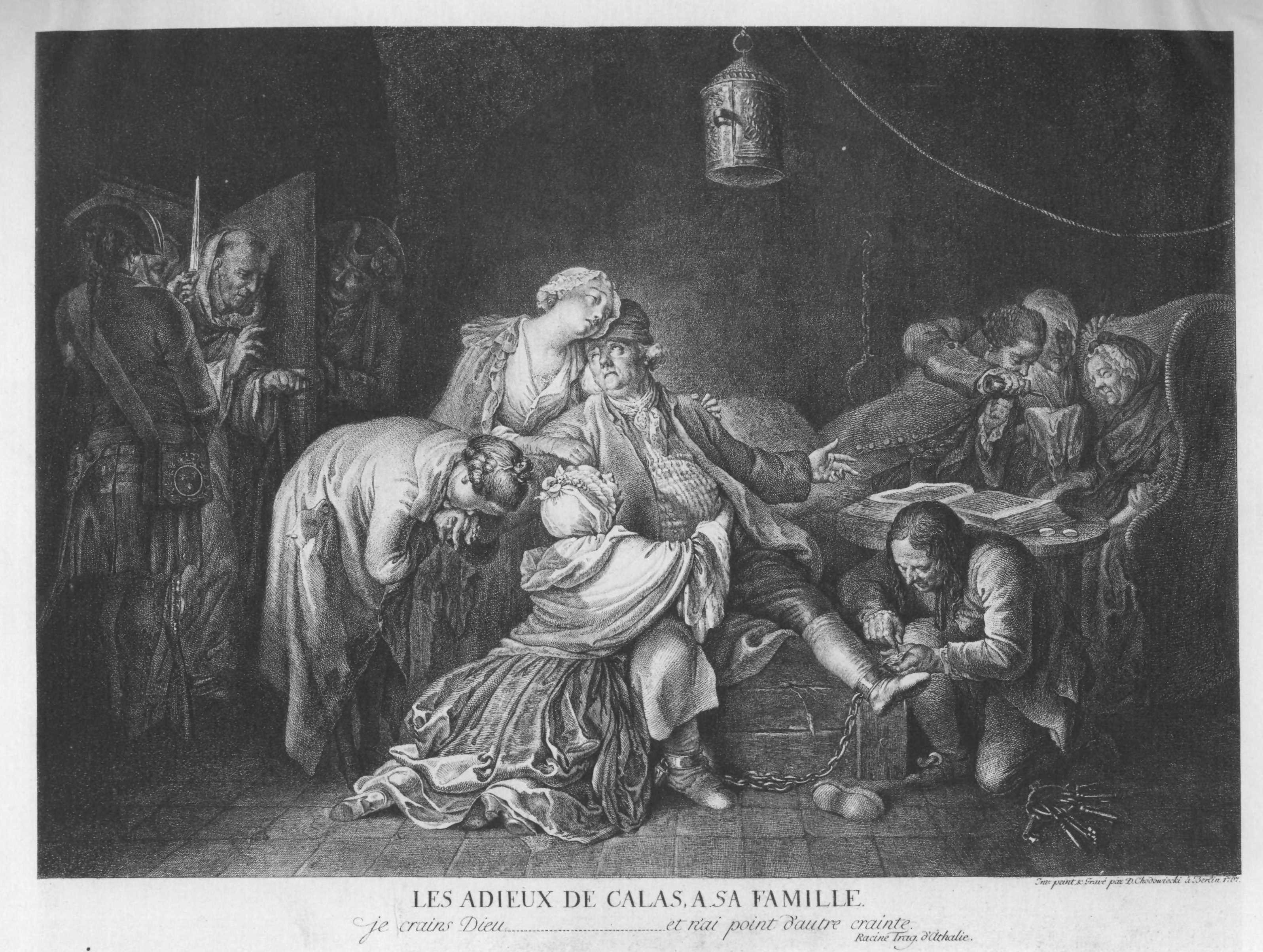
Der große Calas, Kupferstich von Daniel Chodowiecki

Die Affäre begann am 13. Oktober 1761 wahrscheinlich dadurch, dass Calas dem Toten (der kurz zuvor ein Jurastudium beendet hatte, aber als Protestant nicht zur Abschlussprüfung zugelassen worden war) die entwürdigende Verscharrung als Selbstmörder ersparen wollte und angegeben hatte, er habe ihn erwürgt aufgefunden. Da jedoch bekannt war, dass er den Übertritt eines anderen seiner vier Söhne gern verhindert hätte, entstand rasch der Verdacht, er habe dieses Mal, in ähnlicher Lage, zum äußersten Mittel gegriffen. Als Calas, nachdem auch die Familie verhört worden war, den wahren Hergang berichtete, glaubte man ihm nicht. Vielmehr wurde ihm unter Folter ein Geständnis im gewünschten Sinne abgepresst. Obwohl er es sofort widerrufen hatte, verurteilte ihn das Parlement von Toulouse wegen Mordes zum Tod durch Rädern und anschließende Verbrennung auf dem Scheiterhaufen. Das Urteil wurde am 9. März 1762 vollstreckt, wobei Calas erneut verzweifelt seine Unschuld beteuerte. Sein Sohn hatte zuvor, zum Märtyrer verklärt, ein katholisches Begräbnis erhalten.

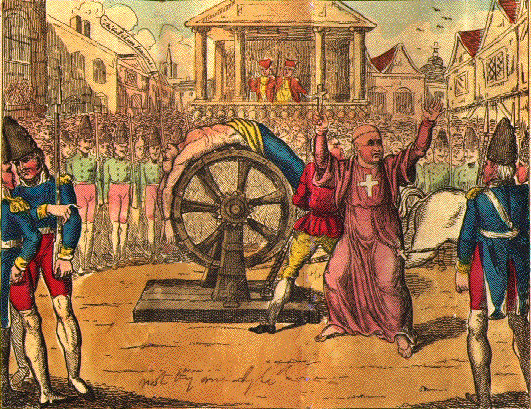
Der grausame Tod von Calas, in Toulouse am 9. März 1762 auf das Rad geflochten

Voltaire erfuhr zunächst die offizielle Version und war empört darüber, dass ein Vater seinen Sohn aus religiösem Fanatismus zu ermorden bereit gewesen war. Nachdem ihm aber ein weiterer Sohn Calas’ persönlich den Sachverhalt dargestellt hatte, nahm er sich des Falles an und erreichte 1764 die Wiederaufnahme des Prozesses. Calas wurde 1765 postum freigesprochen und die Familie vom König mit 36.000 Livres Schmerzensgeld bedacht.

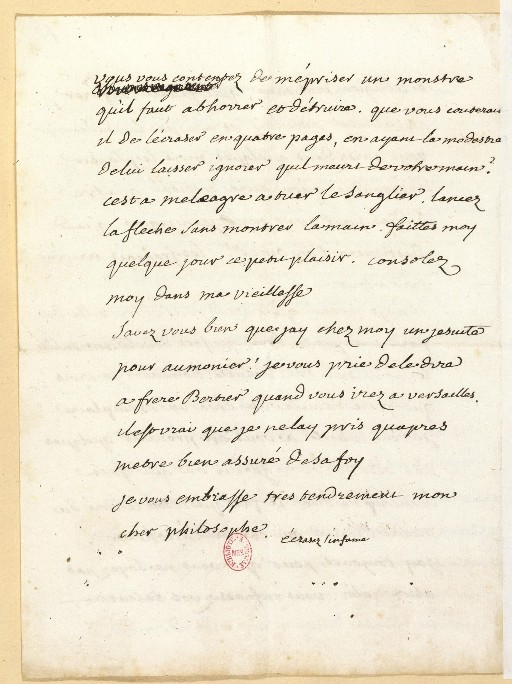
Voltaires Handschrift mit dem berühmten Satz „Écrasez l’infâme“ am Ende des Schriftstücks.

## Verfilmung
- Francis Reusser (Regie): Voltaire et l’affaire Calas. 2007 (für Télévision Suisse Romande)